# 蔡鳳
蔡鳳 （？—1642年），字翔伯，號威涵，南直隸常州府武進縣人，明朝政治人物、賜特用進士出身。

## 生平
天啓四年（1624年）甲子科應天鄉試舉人，歷官刑部主事、刑部員外郎。崇禎十三年（1640年）賜特用，出為懷慶府知府，十五年立進士榜，陞分守開歸兵備副使。李自成陷歸德，同歸德僉事吳汝琦自縊殉節。